# Desierto de Arabia
El desierto de Arabia es una región desértica del continente asiático ubicada principalmente en la península arábiga (Oriente Próximo). Cubre una extensión de cerca de 2.330.000 km², ocupando de esta manera la casi totalidad de la península con las excepciones de algunas zonas relativamente próximas a la costa. El ser humano ha residido en estos terrenos desde la época geológica pretérita del Pleistoceno.
Se ubica en su mayor parte dentro del país más grande de la península: Arabia Saudita; asimismo otras grandes zonas yacen hacia el interior de Jordania, Irak, Catar, Baréin, Kuwait, Omán, Yemen y los Emiratos Árabes Unidos. Su relieve se ve alterado por una serie de cadenas montañosas, con elevaciones que alcanzan alturas de 3.700 metros y que limitan en tres laderas con prominentes acantilados.
Por lo menos un tercio del desierto está cubierto por arenas, como los arenales del Rub al-Jali, que se considera tienen uno de los más inhóspitos climas del mundo. No existen allí masas de agua permanentes; no obstante, el sistema ripario Tigris-Éufrates radica al noreste y el Wadi Ḥajr está ubicado hacia el sur, en Yemen.
Gacelas, oryx, gatos de arena y lagartijas de cola espinosa son solo algunas de las especies adaptadas al desierto que sobreviven en este entorno extremo, que presenta de todo, desde dunas rojas hasta arenas movedizas mortales. El clima es mayormente seco (la mayor parte recibe alrededor de 100 mm (3,9 pulgadas) de lluvia por año, pero algunos lugares muy raros reciben tan solo 50 mm), y las temperaturas oscilan entre calor muy alto y heladas nocturnas estacionales. Es parte del bioma de desiertos y matorrales xerófilos y se encuentra en los reinos biogeográficos del Paleártico (parte norte) y Afrotropical (parte sur).
La ecorregión del desierto de Arabia tiene poca biodiversidad, aunque aquí crecen algunas plantas endémicas. Muchas especies, como la hiena rayada, el chacal y el tejón de miel, se han extinguido como resultado de la caza, la destrucción del hábitat, el pastoreo excesivo del ganado, la conducción todoterreno y la invasión humana de su hábitat. Otras especies, como la gacela de arena árabe, se han reintroducido con éxito y están protegidas en varias reservas.

## Geografía

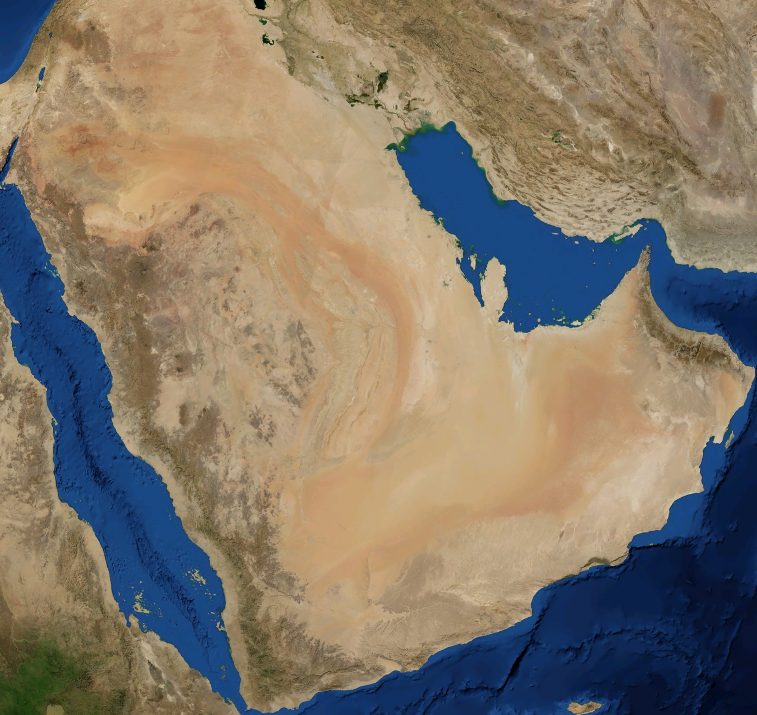
Una imagen satelital del desierto árabe por NASA World Wind

El desierto se encuentra en su mayor parte en Arabia Saudita, y abarca gran parte del país. Se extiende en sectores lindantes del sur de Irak, sur de Jordania, centro de Catar, gran parte del emirato de Abu Dhabi en los Emiratos Árabes Unidos (EAU), oeste de Omán, y noreste de Yemen. La ecoregión también incluye gran parte de la península de Sinaí en Egipto y el desierto de Negev contiguo en el sur de Israel.

### Características
- El desierto Rub' al-Khali es una cuenca sedimentaria que se extiende a lo largo de un eje suroeste a noreste a través de la plataforma arábiga.[3] A una elevación de 1000 metros (3280,8 pies), paisajes de roca conducen a Rub' al-Khali, una vasta extensión de arena cuyo extremo sur cruza el centro de Yemen. La arena yace sobre llanuras de grava o yeso y las dunas alcanzan alturas máximas de hasta 250 m (820,2 pies). Las arenas son predominantemente silicatos, compuestas de 80 a 90% de cuarzo y el resto de feldespato, cuyos granos recubiertos de óxido de hierro colorean las arenas de color naranja, púrpura y rojo.
- Un corredor de terreno arenoso denominado el desierto Ad-Dahna conecta el desierto An-Nafud (65.000 km2 o 40.389 millas cuadradas) en el norte de Arabia Saudí hasta el Rub' al-Khali en el sureste.
- La escarpa de Tuwaiq es un arco de 800 km (497,1 mi) que incluye acantilados de piedra caliza, mesetas y cañones.
- Hay salinas salobres, incluidas las arenas movedizas de Umm al Samim.[1]
- Las arenas de Wahiba de Omán son un mar de arena aislado que bordea la costa oriental.[4][5]

## Clima
El desierto de Arabia tiene un subtropical, clima desértico caliente, similar al clima del desierto del Sahara (el desierto caliente más grande del mundo). El desierto Arábigo es en realidad una extensión del desierto del Sahara sobre la península arábiga.
El clima es principalmente seco. La mayoría de las áreas obtienen alrededor de 100 mm (3,9 plg) de lluvia por año. A diferencia del desierto del Sahara, más de la mitad del cual es hiperárido (con precipitaciones de menos de 50 mm (2 plg) por año), el desierto de Arabia tiene sólo unas pocas áreas hiperáridas. Estas raras áreas más secas pueden recibir solo de 30 a 40 mm (1,6 plg) de lluvia por año.
El índice duración de la luz solar del desierto de Arabia es muy alto según los estándares mundiales: entre 2900 horas (66,2 % de las horas de luz) y 3600 horas (82,1 % de las horas de luz), pero normalmente alrededor de 3400 horas (77,6 % de las horas de luz). Por lo tanto, las condiciones de cielo despejado con mucho sol prevalecen en la región durante todo el año y los períodos nublados son poco frecuentes.
La visibilidad a nivel del suelo es relativamente baja, a pesar del brillo del sol y la luna, debido al polvo y la humedad.
Las temperaturas se mantienen altas durante todo el año. En el verano, en las áreas bajas, las temperaturas altas promedio generalmente superan los 40 grados Celsius (104 °F). En áreas extremadamente bajas, especialmente a lo largo del Golfo Pérsico (cerca del nivel del mar), las temperaturas de verano pueden llegar a 48 grados Celsius (118,4 °F). Las temperaturas bajas promedio en verano suelen ser superiores a 20 grados Celsius (68,0 °F) y en el sur a veces pueden superar los 30 grados Celsius (86,0 °F). Se han alcanzado temperaturas récord por encima de 50 grados Celsius (122 °F) en muchas áreas del desierto, en parte porque su elevación general es relativamente baja.

## Flora
La ecorregión del desierto de Arabia cuenta con unas 900 especies de plantas.
El Rub'al-Khali tiene una diversidad florística muy limitada. Sólo hay 37 especies de plantas, 20 registradas en el cuerpo principal de las arenas y 17 alrededor de los márgenes exteriores. De estas 37 especies, una o dos son endémicas. La vegetación es muy difusa pero está distribuida de forma bastante uniforme, con algunas interrupciones de dunas casi estériles. Algunas plantas típicas son Calligonum crinitum en las laderas de las dunas, Cornulaca arabica (salicaria), Salsola stocksii (salicaria) y Cyperus conglomeratus. Otras especies muy extendidas son Dipterygium glaucum, Limeum arabicum y Zygophyllum mandavillei.
Hay muy pocos árboles, excepto en el margen exterior (normalmente Acacia ehrenbergiana y Prosopis cineraria). Otras especies son una perenne leñosa Calligonum comosum, y hierbas anuales como Danthonia forskallii.

## Fauna
Hay 102 especies nativas de mamíferos. Los mamíferos nativos incluyen el orix árabe (Oryx leucoryx), la gacela de arena (Gazella marica), la gacela de montaña (Gazella gazella), el íbice nubio (Capra nubiana), el lobo árabe (Canis lupus arabs), la hiena rayada (Hyaena hyaena), el caracal ( Caracal caracal), gato de arena (Felis margarita), zorro rojo (Vulpes vulpes) y liebre del Cabo (Lepus capensis). El guepardo asiático y el león asiático solían vivir en el desierto de Arabia. La ecorregión alberga 310 especies de aves.

## Demografía
En esta zona conviven varias culturas, idiomas y pueblos diferentes, siendo el islam la religión predominante. De hecho, aquí se encuentran Medina y La Meca, las dos ciudades sagradas del islam.
El principal grupo étnico de la región son los árabes, cuyo idioma principal es el árabe.
En el centro del desierto se encuentra Riad, la capital de Arabia Saudita, con más de siete millones de habitantes. Otras grandes ciudades, como Dubái, Abu Dhabi o Kuwait City, se encuentran en la costa del Golfo Pérsico, o bien se sitúan en la vertiente del Mar Rojo, como es el caso de Yeda.

## Recursos minerales
Los recursos minerales explotados son principalmente hidrocarburos (petróleo y gas natural), fosfatos, azufre.

### Hidrocarburos
Las reservas probadas de petróleo en Arabia Saudita son las primeras segundas más grandes del mundo después de las de Venezuela. Están estimadas en 267 mil millones de barriles (42×109 m³) incluyendo 2,5 mil millones de barriles en la Zona neutral saudí-kuwaití. Esto es alrededor de un quinto del total de las reservas de petróleo convencional del mundo. Aunque Arabia Saudita cuenta con alrededor de 100 campos de petróleo y gas, más de la mitad de sus reservas de petróleo se encuentran en sólo ocho campos gigantes de petróleo, incluyendo el campo del Campo Ghawar, el campo petrolero más grande del mundo con un estimado de 70 mil millones de barriles (11×109 m³) de las reservas restantes. Arabia Saudita mantiene la más grande capacidad de producción de crudo del mundo, estimado en alrededor de 11 millones de barriles extraídos por día a un costos de $40UDS por barril. A mediados del año 2008 se anunciaron planes para aumentar esta capacidad a 12,5 millones de barriles por día (2.0×106 m3/d) en 2009
Históricamente, en la década de 1990, esta ecorregión fue víctima de un gran desafío económico y ambiental, con el sabotaje de las instalaciones petroleras en Kuwait que provocó derrames masivos de petróleo y la liberación de toxinas a la atmósfera.
En enero de 1991, durante la Guerra del Golfo, las fuerzas iraquíes derramaron aproximadamente 1,7 millones de m3 (11 millones de barriles) de petróleo desde tanques de almacenamiento y petroleros directamente al Golfo Pérsico. En febrero, también destruyeron 1.164 pozos petroleros kuwaitíes. Se necesitaron nueve meses para extinguir los incendios de hidrocarburos. Estos derrames de petróleo contaminaron 1.000 km de la costa del Golfo Pérsico.
El resultado de la contaminación ha sido la muerte de miles de aves acuáticas y graves daños al ecosistema acuático del Golfo Pérsico, en particular camarones, tortugas marinas, dugongos, ballenas, delfines y diversas variedades de peces.
Los pozos dañados también liberaron 210 millones de m3 (1.300 millones de barriles) de petróleo en el desierto y lagos artificiales (para un área total de 49 km2), que contaminaron el suelo y las aguas subterráneas.

### Recursos hídricos
Arabia Saudí es una de las regiones más secas del mundo, sin ríos perennes. El agua se obtiene de cuatro fuentes distintas:
- Agua subterránea no renovable de los acuíferos fósiles profundos.
- agua desalada
- aguas superficiales
- agua subterránea renovable procedente de acuíferos aluviales poco profundos

Sólo las dos últimas fuentes son renovables. Sin embargo, su volumen es mínimo. Las plantas desalinizadoras proporcionan aproximadamente la mitad del agua potable del país. Alrededor del 40% procede de aguas subterráneas. El resto procede de aguas superficiales (alrededor del 10%). El agua desalinizada predomina en las costas, el agua superficial en la región suroeste y el agua subterránea en el resto. Sin embargo, la capital Riad se abastece en gran medida de agua desalinizada bombeada desde el Golfo Pérsico a lo largo de 467 km hasta la ciudad situada en el corazón del país.

#### Aguas subterráneas fósiles
Los niveles actuales de extracción de agua subterránea superan con creces el nivel de recarga natural: las aguas subterráneas se están "minando". Por ejemplo, el acuífero del Al-Ahsa, en la provincia oriental, ha experimentado un descenso de 150 metros en los últimos 25 años. Como no se conoce el volumen utilizable de los acuíferos, no está claro cuánto tiempo puede mantenerse la extracción de agua subterránea. Las estimaciones de las aguas subterráneas almacenadas en los principales acuíferos son controvertidas. Según una estimación, la cantidad de agua almacenada antes de que comenzara la agricultura moderna era de 500.000 millones de metros cúbicos, equivalente a la cantidad de agua del lago Erie, y en 2012 se había extraído alrededor del 80% de esa agua.

## Actividades militares
Las armas utilizadas por los Estados Unidos en la Guerra del Golfo también representan un gran riesgo para la estabilidad del medio ambiente de la región.
La circulación de columnas de tanques en las llanuras desérticas puede perturbar la frágil estabilidad que existe. En 1991, el movimiento de los tanques estadounidenses en el desierto dañó la capa protectora superior del suelo del desierto. Como resultado, se liberó una duna, comenzó a moverse lentamente y finalmente podría amenazar a la ciudad de Kuwait.
El uso de munición de uranio empobrecido por parte del A-10 Warthog presentaría riesgos toxicológicos y de radioprotección en las poblaciones y una fuente de contaminación del agua. En 1991, Estados Unidos y la OTAN arrojaron casi 300 toneladas de uranio empobrecido sobre objetivos iraquíes. La metralla resultante de la explosión contaminó los suelos circundantes.